# Obamacare
Obamacare, oficiálně Patient Protection and Affordable Care Act (PPACA, Zákon o ochraně pacientů a dostupné péči), je federální zákon v USA z roku 2010, který reguluje přístup ke zdravotnímu pojištění. Jeho smyslem je zvýšit dostupnost zdravotního pojištění pro chudší vrstvy obyvatel. Svůj neoficiální název Obamacare („Obamova péče“) zákon získal proto, že byl jedním z hlavních cílů politiky prezidenta Baracka Obamy. Následující prezident Donald Trump naopak slíbil voličům zrušení Obamacare a od začátku svého úřadu vyvíjel v tomto směru iniciativu.
Plánovaný počet nově pojištěných se podařilo dosáhnout v roce 2014. Zákon způsobil výrazné snížení počtu osob bez zdravotního pojištění. Národní institut veřejného zdraví Spojených států (CDC) uvádí, že procento osob bez zdravotního pojištění kleslo z 16 % v roce 2010 na 8,9 % k červnu 2016.
Zákon je určen k vyplácení státních dotací ve formě daňových kreditů jednotlivcům nebo rodinám, které kupují pojištění na základě úrovně příjmů. Spotřebitelé s nižšími příjmy dostávají vyšší dotace. Zatímco ceny pojištění vzrostly značně, stejně tak vzrostly i dotace. Například podle studie Kaiser Family Foundation, byl mezi lety 2016 a 2017 průměrný nárůst pojistného u čtyřicetiletého nekuřáka asi o 9 %. Ovšem většina zvýšení byla kompenzována státními dotacemi. Jinými slovy, dotace se poslední dobou zvýšily spolu s cenou pojištění, které plně kompenzovaly zvýšení cen. Někteří analytici upozorňují, že i když se takto bude dařit snižovat částku vynaloženou na zdravotní péči, takové úsilí nemusí být dostatečné k tomu, aby převážilo dlouhodobé zatížení demografických změn.